# Weida
Weida település Németországban, azon belül Türingiában. Lakosainak száma 8106 fő (2023. december 31.). Weida Auma-Weidatal és Harth-Pöllnitz községekkel határos.

## Népesség
A település népességének változása:
| Lakosok száma | 8694 | 8602 | 8472 | 8173 | 8205 | 8106 |
|               | 2016 | 2017 | 2019 | 2021 | 2022 | 2023 |